# Schadelijke postzegeluitgifte
Een schadelijke postzegeluitgifte is een postzegel die op een door de Fédération Internationale de Philatélie (FIP) opgestelde lijst van schadelijke uitgiftes is geplaatst en die daarom op onder auspiciën van de FIP gehouden (wedstrijd)postzegeltentoonstellingen wordt geweerd. Er kunnen verschillende redenen zijn waarom een postzegel op deze lijst is geplaatst:
- Het bedrag van de toeslag is (veel) te hoog. Het Heydrichblok is een bekend voorbeeld.
- Dezelfde zegel wordt in te veel varianten aangemaakt: getand, ongetand, in blokken, enz.
- De zegel of het blok was niet gewoon te koop of in een veel te kleine oplage. Wederom het Heydrichblok als voorbeeld.
- Postzegels die zijn onttrokken aan rechtmatige emissies en die niet via posterijen zijn verkocht.
- Uitgiften die door speculanten zijn opgekocht.

De toeslag van een serie of blok mag niet meer bedragen dan de helft van de frankeerwaarde. Daarom zijn bijvoorbeeld de Nederlandse kinderzegelblokken 1965 t/m 1970 op de lijst geplaatst.
De lijst is ingevoerd om de filatelist te beschermen tegen landen en posterijen die hem willen gebruiken als melkkoe.
Om te voorkomen dat verzamelaars door de posterijen op kosten worden gejaagd zijn dergelijke postzegels, bijvoorbeeld met te veel toeslag, ongewenst.